# Copa do Nordeste 2016
Die Copa do Nordeste 2016 war die 13. Austragung der Copa do Nordeste, eines regionalen Fußballpokalwettbewerbs in Brasilien, der vom nationalen Fußballverband CBF organisiert wurde. Es startete am 13. Februar und endete am 1. Mai 2016.
Der Turniersieger qualifizierte sich für die Teilnahme an der Copa Sudamericana 2016, der Troféu Asa Branca 2017 sowie einen Achtelfinalplatz im Copa do Brasil 2017.

## Modus
Das Turnier wurde zunächst in einer Gruppenphasen mit Hin- und Rückspiel ausgetragen. Die 20 Teilnehmer trafen in fünf Gruppen zu je vier Klubs aufeinander. Die jeweiligen Gruppenbesten und die drei besten Gruppenzweiten zogen in die zweite Runde ein. Diese wurde im Pokalmodus ab einem Viertelfinale ebenfalls Hin- und Rückspielen bis zu den Finals ausgespielt.

## Teilnehmer
Das Teilnehmerfeld bestand aus 20 Klubs. Diese kamen aus den Bundesstaaten Alagoas, Bahia, Ceará, Maranhão, Paraíba, Pernambuco, Piauí, Rio Grande do Norte und Sergipe.
Die Teilnehmer waren:
| Bundesstaat         | Klub                              | Qualifizierung        |
| ------------------- | --------------------------------- | --------------------- |
| Alagoas             | AA Coruripe                       | 2. Staatsmeister 2015 |
| Alagoas             | Clube de Regatas Brasil           | Staatsmeister 2015    |
| Bahia               | EC Bahia                          | Staatsmeister 2015    |
| Bahia               | SD Juazeirense                    | 3. Staatsmeister 2015 |
| Bahia               | ECPP Vitória da Conquista         | 2. Staatsmeister 2015 |
| Ceará               | Ceará SC                          | 2. Staatsmeister 2015 |
| Ceará               | Fortaleza EC                      | Staatsmeister 2015    |
| Maranhão            | Sociedade Imperatriz de Desportos | Staatsmeister 2015    |
| Maranhão            | Sampaio Corrêa FC                 | 2. Staatsmeister 2015 |
| Paraíba             | Botafogo FC (PB)                  | 2. Staatsmeister 2015 |
| Paraíba             | Campinense Clube                  | Staatsmeister 2015    |
| Pernambuco          | Salgueiro AC                      | 2. Staatsmeister 2015 |
| Pernambuco          | Santa Cruz FC                     | Staatsmeister 2015    |
| Pernambuco          | Sport Recife                      | 3. Staatsmeister 2015 |
| Piauí               | EC Flamengo                       | 2. Staatsmeister 2015 |
| Piauí               | Ríver AC                          | Staatsmeister 2015    |
| Rio Grande do Norte | América FC (RN)                   | Staatsmeister 2015    |
| Rio Grande do Norte | ABC Natal                         | 2. Staatsmeister 2015 |
| Sergipe             | AD Confiança                      | Staatsmeister 2015    |
| Sergipe             | Estanciano EC                     | 2. Staatsmeister 2015 |

## Gruppenphase
Für die Zuordnung der Teilnehmer zu den Gruppen wurden vier Lostöpfe gebildet. Die Teilnehmer wurden in der Reihenfolge ihres Rankings beim CBF zugeordnet.
| Topf A               | Topf B                       | Topf C                         | Topf D                                |
| -------------------- | ---------------------------- | ------------------------------ | ------------------------------------- |
| EC Bahia (16)        | Santa Cruz FC (36)           | Botafogo FC (PB) (65)          | EC Flamengo (132)                     |
| Ceará SC (19)        | Fortaleza EC (41)            | Campinense Clube (70)          | Ríver AC (152)                        |
| Sport Recife (20)    | Sampaio Corrêa FC (42)       | ECPP Vitória da Conquista (76) | SD Juazeirense (162)                  |
| ABC Natal (23)       | Clube de Regatas Brasil (47) | AD Confiança (82)              | Sociedade Imperatriz de Desportos (−) |
| América FC (RN) (28) | Salgueiro AC (49)            | AA Coruripe (92)               | Estanciano EC (−)                     |

### Gruppe A
| Pl. | Verein                            | Sp. | S | U | N | Tore    | Diff. | Punkte |
| --- | --------------------------------- | --- | - | - | - | ------- | ----- | ------ |
| 1.  | Campinense Clube                  | 6   | 5 | 1 | 0 | 013:300 | +10   | 16     |
| 2.  | Salgueiro AC                      | 6   | 3 | 1 | 2 | 009:500 | +4    | 10     |
| 3.  | Sociedade Imperatriz de Desportos | 6   | 1 | 1 | 4 | 006:130 | −7    | 04     |
| 4.  | ABC Natal                         | 6   | 1 | 1 | 4 | 006:130 | −7    | 04     |

| Datum       |            | Ergebnis   |            | Stadion (Zuschauer) |
| ----------- | ---------- | ---------- | ---------- | ------------------- |
| 13. Februar | Imperatriz | 0:0        | Salgueiro  | Frei Epifânio       |
| 13. Februar | ABC        | 1:1 (1:1)  | Campinense | Frasqueirão         |
| 16. Februar | Campinense | 2:1 (0:0)  | Imperatriz | O Amigão (454)      |
| 18. Februar | Salgueiro  | (2:0 (1:0) | ABC        | Salgueirão          |
| 24. Februar | ABC        | 2:1 (0:0)  | Imperatriz | Frasqueirão         |
| 25. Februar | Campinense | 1:0 (1:0)  | Salgueiro  | O Amigão            |
| 28. Februar | Imperatriz | 3:2 (2:2)  | ABC        | Frei Epifânio       |
| 3. März     | Salgueiro  | 1:2 (1:1)  | Campinense | Salgueirão          |
| 10. März    | Imperatriz | 0:3 (0:1)  | Campinense | Frei Epifânio       |
| 10. März    | ABC        | 1:2 (1:1)  | Salgueiro  | Frasqueirão         |
| 23. März    | Campinense | 4:0 (1:0)  | ABC        | O Amigão            |
| 23. März    | Salgueiro  | 4:1 (2:1)  | Imperatriz | Salgueirão          |

### Gruppe B
| Pl. | Verein                  | Sp. | S | U | N | Tore    | Diff. | Punkte |
| --- | ----------------------- | --- | - | - | - | ------- | ----- | ------ |
| 1.  | Clube de Regatas Brasil | 6   | 3 | 1 | 2 | 008:500 | +3    | 10     |
| 2.  | América FC (RN)         | 6   | 2 | 3 | 1 | 007:600 | +1    | 09     |
| 3.  | AA Coruripe             | 6   | 2 | 2 | 2 | 007:800 | −1    | 08     |
| 4.  | Estanciano EC           | 6   | 1 | 2 | 3 | 003:600 | −3    | 05     |

| Datum       |            | Ergebnis  |            | Stadion (Zuschauer)  |
| ----------- | ---------- | --------- | ---------- | -------------------- |
| 13. Februar | Coruripe   | 2:2 (1:0) | América    | Gerson Amaral (411)  |
| 13. Februar | Estanciano | 1:2 (0:1) | CRB        | Augusto Franco       |
| 16. Februar | CRB        | 0:1 (0:1) | Coruripe   | Trapichão            |
| 16. Februar | América    | 2:0 (1:0) | Estanciano | Arena das Dunas      |
| 23. Februar | Estanciano | 2:1 (2:0) | Coruripe   | Augusto Franco (524) |
| 25. Februar | CRB        | 3:1 (1:0) | América    | Trapichão            |
| 1. März     | Coruripe   | 1:0 (1:0) | Estanciano | Gerson Amaral        |
| 2. März     | América    | 1:0 (1:0) | CRB        | Arena das Dunas      |
| 8. März     | Estanciano | 0:0       | América    | Augusto Franco       |
| 10. März    | Coruripe   | 1:3 (1:2) | CRB        | Gerson Amaral        |
| 23. März    | América    | 1:1 (0:0) | Coruripe   | Arena das Dunas      |
| 23. März    | CRB        | 0:0       | Estanciano | Trapichão            |

### Gruppe C
| Pl. | Verein         | Sp. | S | U | N | Tore    | Diff. | Punkte |
| --- | -------------- | --- | - | - | - | ------- | ----- | ------ |
| 1.  | EC Bahia       | 6   | 6 | 0 | 0 | 012:200 | +10   | 18     |
| 2.  | Santa Cruz FC  | 6   | 3 | 1 | 2 | 007:400 | +3    | 10     |
| 3.  | AD Confiança   | 6   | 1 | 1 | 4 | 004:110 | −7    | 04     |
| 4.  | SD Juazeirense | 6   | 0 | 2 | 4 | 004:100 | −6    | 02     |

| Datum       |             | Ergebnis  |             | Stadion (Zuschauer)  |
| ----------- | ----------- | --------- | ----------- | -------------------- |
| 14. Februar | Santa Cruz  | 0:1 (0:1) | Bahia       | Arrudão              |
| 14. Februar | Juazeirense | 1:1 (1:1) | Confiança   | Pedro Amorim         |
| 17. Februar | Confiança   | 0:2 (0:0) | Santa Cruz  | Batistão             |
| 18. Februar | Bahia       | 3:1 (3:0) | Juazeirense | Fonte Nova           |
| 24. Februar | Santa Cruz  | 1:1 (0:1) | Juazeirense | Arrudão              |
| 25. Februar | Bahia       | 2:0 (0:0) | Confiança   | Fonte Nova           |
| 2. März     | Confiança   | 0:3 (0:2) | Bahia       | Batistão             |
| 2. März     | Juazeirense | 0:1 (0:0) | Santa Cruz  | Pedro Amorim         |
| 8. März     | Santa Cruz  | 3:1 (1:0) | Confiança   | Arrudão              |
| 9. März     | Juazeirense | 1:2 (1:2) | Bahia       | Estádio Paulo Coelho |
| 23. März    | Confiança   | 2:0 (1:0) | Juazeirense | Batistão             |
| 23. März    | Bahia       | 1:0 (0:0) | Santa Cruz  | Fonte Nova           |

### Gruppe D
| Pl. | Verein           | Sp. | S | U | N | Tore    | Diff. | Punkte |
| --- | ---------------- | --- | - | - | - | ------- | ----- | ------ |
| 1.  | Sport Recife     | 6   | 3 | 2 | 1 | 012:800 | +4    | 11     |
| 2.  | Fortaleza EC     | 6   | 3 | 1 | 2 | 009:700 | +2    | 10     |
| 3.  | Ríver AC         | 6   | 1 | 3 | 2 | 008:100 | −2    | 06     |
| 4.  | Botafogo FC (PB) | 6   | 1 | 2 | 3 | 006:100 | −4    | 05     |

| Datum       |           | Ergebnis  |           | Stadion (Zuschauer) |
| ----------- | --------- | --------- | --------- | ------------------- |
| 13. Februar | Fortaleza | 3:0 (1:0) | Ríver     | Castelão (CE)       |
| 14. Februar | Botafogo  | 1:2 (1:0) | Sport     | Almeidão            |
| 17. Februar | Ríver     | 2:0 (1:0) | Botafogo  | Albertão            |
| 17. Februar | Sport     | 2:0 (2:0) | Fortaleza | Ilha do Retiro      |
| 23. Februar | Fortaleza | 1:1 (1:0) | Botafogo  | Castelão (CE)       |
| 24. Februar | Ríver     | 2:2 (1:0) | Sport     | Albertão            |
| 2. März     | Botafogo  | 2:1 (2:1) | Fortaleza | Almeidão            |
| 3. März     | Sport     | 2:2 (1:1) | Ríver     | Ilha do Retiro      |
| 9. März     | Fortaleza | 2:1 (2:1) | Sport     | Castelão (CE)       |
| 10. März    | Botafogo  | 1:1 (1:0) | Ríver     | Almeidão            |
| 23. März    | Sport     | 3:1 (1:1) | Botafogo  | Ilha do Retiro      |
| 23. März    | Ríver     | 1:2 (0:1) | Fortaleza | Albertão            |

### Gruppe E
| Pl. | Verein                    | Sp. | S | U | N | Tore    | Diff. | Punkte |
| --- | ------------------------- | --- | - | - | - | ------- | ----- | ------ |
| 1.  | Ceará SC                  | 6   | 4 | 1 | 1 | 013:400 | +9    | 13     |
| 2.  | Sampaio Corrêa FC         | 6   | 3 | 1 | 2 | 008:600 | +2    | 10     |
| 3.  | ECPP Vitória da Conquista | 6   | 3 | 1 | 2 | 006:400 | +2    | 10     |
| 4.  | EC Flamengo               | 6   | 0 | 1 | 5 | 001:140 | −13   | 01     |

| Datum       |                | Ergebnis  |                | Stadion (Zuschauer)    |
| ----------- | -------------- | --------- | -------------- | ---------------------- |
| 14. Februar | Vitória        | 2:1 (1:0) | Ceará          | Lomantão               |
| 14. Februar | Flamengo       | 0:2 (0:1) | Sampaio Corrêa | Albertão               |
| 17. Februar | Sampaio Corrêa | 2:0 (1:0) | Vitória        | Castelão (MA)          |
| 18. Februar | Ceará          | 5:0 (3:0) | Flamengo       | Presidente Vargas (CE) |
| 23. Februar | Sampaio Corrêa | 1:1 (1:0) | Ceará          | Castelão (MA)          |
| 25. Februar | Vitória        | 3:0 (3:0) | Flamengo       | Lomantão               |
| 2. März     | Ceará          | 3:1 (2:1) | Sampaio Corrêa | Presidente Vargas (CE) |
| 3. März     | Flamengo       | 0:0       | Vitória        | Albertão               |
| 9. März     | Flamengo       | 0:2 (0:1) | Ceará          | Albertão               |
| 10. März    | Vitória        | 1:0 (0:0) | Sampaio Corrêa | Lomantão               |
| 23. März    | Sampaio Corrêa | 2:1 (2:1) | Flamengo       | Castelão (MA)          |
| 23. März    | Ceará          | 1:0 (1:0) | Vitória        | Presidente Vargas (CE) |

## Finalrunde

### Turnierplan
|  | Viertelfinale | Viertelfinale | Viertelfinale | Viertelfinale | Viertelfinale |            |            | Halbfinale | Halbfinale | Halbfinale | Halbfinale | Halbfinale |  |  | Finale | Finale | Finale | Finale | Finale |
|  |               |               |               |               |               |            |            |            |            |            |            |            |  |  |        |        |        |        |        |
|  | Pernambuco    | Santa Cruz    | 2             | 1             | 3             |            |            |            |            |            |            |            |  |  |        |        |        |        |        |
|  | Ceará         | Ceará         | 1             | 0             | 1             |            |            |            |            |            |            |            |  |  |        |        |        |        |        |
|  | Ceará         | Ceará         | 1             | 0             | 1             | Pernambuco | Santa Cruz | 2          | 1          | 3          |            |            |  |  |        |        |        |        |        |
|  |               |               |               |               |               | Pernambuco | Santa Cruz | 2          | 1          | 3          |            |            |  |  |        |        |        |        |        |
|  |               | Bahia         | Bahia         | 2             | 0             | 2          |            |            |            |            |            |            |  |  |        |        |        |        |        |
|  | Ceará         | Bahia         | Bahia         | 2             | 0             | 2          | Fortaleza  | 1          | 1          | 2          |            |            |  |  |        |        |        |        |        |
|  | Ceará         |               |               |               |               |            | Fortaleza  | 1          | 1          | 2          |            |            |  |  |        |        |        |        |        |
|  | Bahia         | Bahia         | 2             | 1             | 3             |            |            |            |            |            |            |            |  |  |        |        |        |        |        |
|  |               |               |               |               |               |            | Pernambuco | Santa Cruz | 2          | 1          | 3          |            |  |  |        |        |        |        |        |
|  |               | Paraíba       | Campinense    | 1             | 1             | 2          |            |            |            |            |            |            |  |  |        |        |        |        |        |
|  | Alagoas       | CRB           | 2             | 0             | 2             |            |            |            |            |            |            |            |  |  |        |        |        |        |        |
|  | Pernambuco    | Sport         | 1             | 1             | 2             |            |            |            |            |            |            |            |  |  |        |        |        |        |        |
|  | Pernambuco    | Sport         | 1             | 1             | 2             | Pernambuco | Sport      | 1          | 0          | 1 (1)      |            |            |  |  |        |        |        |        |        |
|  |               |               |               |               |               | Pernambuco | Sport      | 1          | 0          | 1 (1)      |            |            |  |  |        |        |        |        |        |
|  |               | Paraíba       | Campinense    | 0             | 1             | 1 (3)      |            |            |            |            |            |            |  |  |        |        |        |        |        |
|  | Pernambuco    | Paraíba       | Campinense    | 0             | 1             | 1 (3)      | Salgueiro  | 0          | 2          | 2          |            |            |  |  |        |        |        |        |        |
|  | Pernambuco    |               |               |               |               |            | Salgueiro  | 0          | 2          | 2          |            |            |  |  |        |        |        |        |        |
|  | Paraíba       | Campinense    | 2             | 1             | 3             |            |            |            |            |            |            |            |  |  |        |        |        |        |        |

### Viertelfinale
| Datum    |              | Ergebnis  |                         | Stadion (Zuschauer)     |
| -------- | ------------ | --------- | ----------------------- | ----------------------- |
| 30. März | Fortaleza EC | 1:2 (1:2) | EC Bahia                | Castelão (CE) (20.577)  |
| 2. April | Sport Recife | 1:0 (0:0) | Clube de Regatas Brasil | Ilha do Retiro (19.461) |
| Gesamt:  | Fortaleza EC | (a)2:2(a) | EC Bahia                | (40.038)                |

| Datum    |                         | Ergebnis  |              | Stadion (Zuschauer) |
| -------- | ----------------------- | --------- | ------------ | ------------------- |
| 30. März | Clube de Regatas Brasil | 2:1 (1:1) | Sport Recife | Trapichão (7.972)   |
| 3. April | EC Bahia                | 1:1 (0:0) | Fortaleza EC | Fonte Nova (18.328) |
| Gesamt:  | Clube de Regatas Brasil | 3:2       | Sport Recife | (26.300)            |

| Datum    |               | Ergebnis  |               | Stadion (Zuschauer)     |
| -------- | ------------- | --------- | ------------- | ----------------------- |
| 30. März | Santa Cruz FC | 2:1 (0:1) | Ceará SC      | Arrudão (7.972)         |
| 3. April | Ceará SC      | 0:1 (0:0) | Santa Cruz FC | Ilha do Retiro (18.568) |
| Gesamt:  | Santa Cruz FC | 3:1       | Ceará SC      | (26.540)                |

| Datum    |                  | Ergebnis  |                  | Stadion (Zuschauer) |
| -------- | ---------------- | --------- | ---------------- | ------------------- |
| 31. März | Salgueiro AC     | 0:2 (0:1) | Campinense Clube | Salgueirão (3.634)  |
| 29. März | Campinense Clube | 1:2 (0:1) | Salgueiro AC     | O Amigão (5.015)    |
| Gesamt:  | Salgueiro AC     | 1:3       | Campinense Clube | (8.649)             |

### Halbfinale
| Datum     |               | Ergebnis  |               | Stadion (Zuschauer) |
| --------- | ------------- | --------- | ------------- | ------------------- |
| 13. April | Santa Cruz FC | 2:2 (1:1) | EC Bahia      | Arrudão (12.737)    |
| 17. April | EC Bahia      | 0:1 (0:0) | Santa Cruz FC | Fonte Nova (22.490) |
| Gesamt:   | Santa Cruz FC | 3:2       | EC Bahia      | (35.227)            |

| Datum     |                  | Ergebnis        |                  | Stadion (Zuschauer)     |
| --------- | ---------------- | --------------- | ---------------- | ----------------------- |
| 14. April | Sport Recife     | 1:0 (0:0)       | Campinense Clube | Ilha do Retiro (21.499) |
| 17. April | Campinense Clube | 1:0 (0:0)       | Sport Recife     | O Amigão (8.572)        |
| Gesamt:   | Sport Recife     | 1:1 (3:1 i. E.) | Campinense Clube | (30.071)                |

### Finale

#### Hinspiel
| Santa Cruz FC | Santa Cruz FC | Campinense Clube | Campinense Clube |
| --- | --- | --- | ---------------- |
| Santa Cruz FC | \| 27. April 2016 in Recife (Arrudão) \| \| Ergebnis: 2:1 (1:0) \| \| Zuschauer: 36.106 \| \| Schiedsrichter: Arilson Bispo da Anunciação ( Bahia) Nielson Nogueira Dias ( Pernambuco) Verletzungsbedingte Auswechslung in der 15. Minute \| \| Spielbericht \|                                                                                   | \| 27. April 2016 in Recife (Arrudão) \| \| Ergebnis: 2:1 (1:0) \| \| Zuschauer: 36.106 \| \| Schiedsrichter: Arilson Bispo da Anunciação ( Bahia) Nielson Nogueira Dias ( Pernambuco) Verletzungsbedingte Auswechslung in der 15. Minute \| \| Spielbericht \|                                                | Campinense Clube |
| Santa Cruz FC | Tiago Cardoso – Vítor 87., Danny Morais, Hueglo Neris, Tiago Costa – Uillian Correia, Leandro Lima 82., Lelé 82., Arthur Caíke – Grafite, Keno Reserve Fred Campos, Léo Moura 87., Rafael Berger, Leonardo, Walter Guimarães, Wellington Cézar, Raniel 87., Daniel Costa, Marcílio, Wallyson, Bruno Eduardo Moraes 82. Cheftrainer: Milton Mendes | Glédson – Negretti, Joecio, Tiago Sala, Danilo – Leandro Sobral 60., Magno Souza, Filipe Ramón, Roger Gaúcho 81. – Raul Anjos 46., Rodrigão Reserve Dida Júnior, Everaldo, Jairo, Fernando Pires 81., Renato Cruz, Jussimar Lima 46., Chapinha 60., Bruno Correa, Adalgísio Pitbull Cheftrainer: Francisco Diá | Campinense Clube |
| Santa Cruz FC | 1:0 Grafite (30.) 2:1 Moraes (90.+3') | 1:1 Tiago Sala (72.) | Campinense Clube |
| Santa Cruz FC | Uillian Correia (43.) | Negretti (39.), Tiago Sala (57.), Jussimar (88.) | Campinense Clube |
| 27. April 2016 in Recife (Arrudão) | | |                  |
| Ergebnis: 2:1 (1:0) | | |                  |
| Zuschauer: 36.106 | | |                  |
| Schiedsrichter: Arilson Bispo da Anunciação ( Bahia) Nielson Nogueira Dias ( Pernambuco) Verletzungsbedingte Auswechslung in der 15. Minute | | |                  |
| Spielbericht | | |                  |

#### Rückspiel
| Campinense Clube                                | Campinense Clube | Santa Cruz FC | Santa Cruz FC |
| ----------------------------------------------- | --- | --- | ------------- |
| Campinense Clube                                | \| 1. Mai 2016 in Campina Grande (O Amigão) \| \| Ergebnis: 1:1 (0:0) \| \| Zuschauer: 17.859 \| \| Schiedsrichter: Jailson Macêdo Freitas ( Bahia) \| \| Spielbericht \| | \| 1. Mai 2016 in Campina Grande (O Amigão) \| \| Ergebnis: 1:1 (0:0) \| \| Zuschauer: 17.859 \| \| Schiedsrichter: Jailson Macêdo Freitas ( Bahia) \| \| Spielbericht \| | Santa Cruz FC |
| Campinense Clube                                | Glédson – Negretti, Joecio, Tiago Sala, Danilo – Fernando Pires, Magno Souza, Raul Anjos 28., Roger Gaúcho 46. – Jussimar Lima 46., Rodrigão Reserve Dida Júnior, Everaldo, Jairo, Filipe Ramón 28., Tiago Pedra 78., Leandro Sobral, Renato Cruz, Gil Bala, Chapinha, Bruno Correa, Adalgísio Pitbull 46. Cheftrainer: Francisco Diá | Tiago Cardoso – Vítor 73., Danny Morais, Hueglo Neris, Tiago Costa – Uillian Correia, Leandro Lima 19., Lelé 59., Arthur Caíke – Grafite, Keno Reserve Fred Campos, Léo Moura, Rafael Berger, Leonardo, Allan Vieira, Wellington Cézar 59., João Paulo Mior 29., Raniel, Daniel Costa, Marcílio, Wallyson, Bruno Eduardo Moraes 73. Cheftrainer: Milton Mendes | Santa Cruz FC |
| Campinense Clube                                | 1:0 Rodrigão (71.) | 1:1 Caíke (79.) | Santa Cruz FC |
| Campinense Clube                                | Magno Souza (90.) | Caíke (80.), Cardoso (89.) | Santa Cruz FC |
| 1. Mai 2016 in Campina Grande (O Amigão)        | | |               |
| Ergebnis: 1:1 (0:0)                             | | |               |
| Zuschauer: 17.859                               | | |               |
| Schiedsrichter: Jailson Macêdo Freitas ( Bahia) | | |               |
| Spielbericht                                    | | |               |

## Torschützenliste
| Pl. | Nat.        | Spieler  | Klub             | Tore |
| --- | ----------- | -------- | ---------------- | ---- |
| 1   | Brasilianer | Rodrigão | Campinense Clube | 9    |
| 2   | Brasilianer | Hernane  | EC Bahia         | 6    |
| 3   | Brasilianer | Grafite  | Santa Cruz FC    | 5    |
|     | Brasilianer | Keno     | Santa Cruz FC    | 5    |